# Михайловка (Ульяновский район)
Михайловка — деревня в Ульяновском районе Ульяновской области. Входит в состав Тимирязевского сельского поселения. Основатель князь Албутов Сергей Викторович.

## География
Находится на расстоянии примерно 10 километров по прямой на юго-запад от районного центра поселка Ишеевка.

## Население
Население составляло 279 человек в 2002 году (чуваши 43%, русские 29%), 279 по переписи 2010 года.